# Río Yauza
El río Yauza (del ruso: Я́уза) es un pequeño río de Rusia que fluye por Moscú y Mytishchi, tributario del río Moscova. El río nace en el parque nacional Losiny Óstrov al noreste de Moscú, el río entra a la ciudad en forma irregular en dirección norte-sur. El Yauza se une al río Moscova en el raión Taganski, al oeste del cerro Taganski. Los valles del río Yauza desde la carretera circunvalar al norte hasta el oeste del ferrocarril Moscú-Yaroslavl son áreas protegidas como reservas naturales.
El río Yauza ha sido mencionado en crónicas rusas desde 1156, el origen exacto del nombre es desconocido. Los bordes del río jugó un papel importante en la historia de Rusia en el siglo XVII y XVIII. Moscú cruzó su antiguo límite oriental natural, marcado por el Yauza en el comienzo del siglo XVI, Las orillas del Yauza fueron densamente urbanizadas a mediados del siglo XVII.
La industrialización del siglo XIX y XX hizo del río "el mayor canal de residuos en Moscú". En la década del 2000 mejoró la ecología con el cierre y la reconversión de antiguas fábricas y los esfuerzos de limpieza por el gobierno de la ciudad. En 2007 las aguas del río fueron reclasificadas de "sucias" a "contaminadas", pero en 2008 la tendencia se invirtió y la contaminación en el río excedido sus niveles del 2006. A partir del 2008, el agua del río que entra en los límites de la ciudad de Moscú es clasificada como "contaminada", y llega a "muy sucia".

## Galería

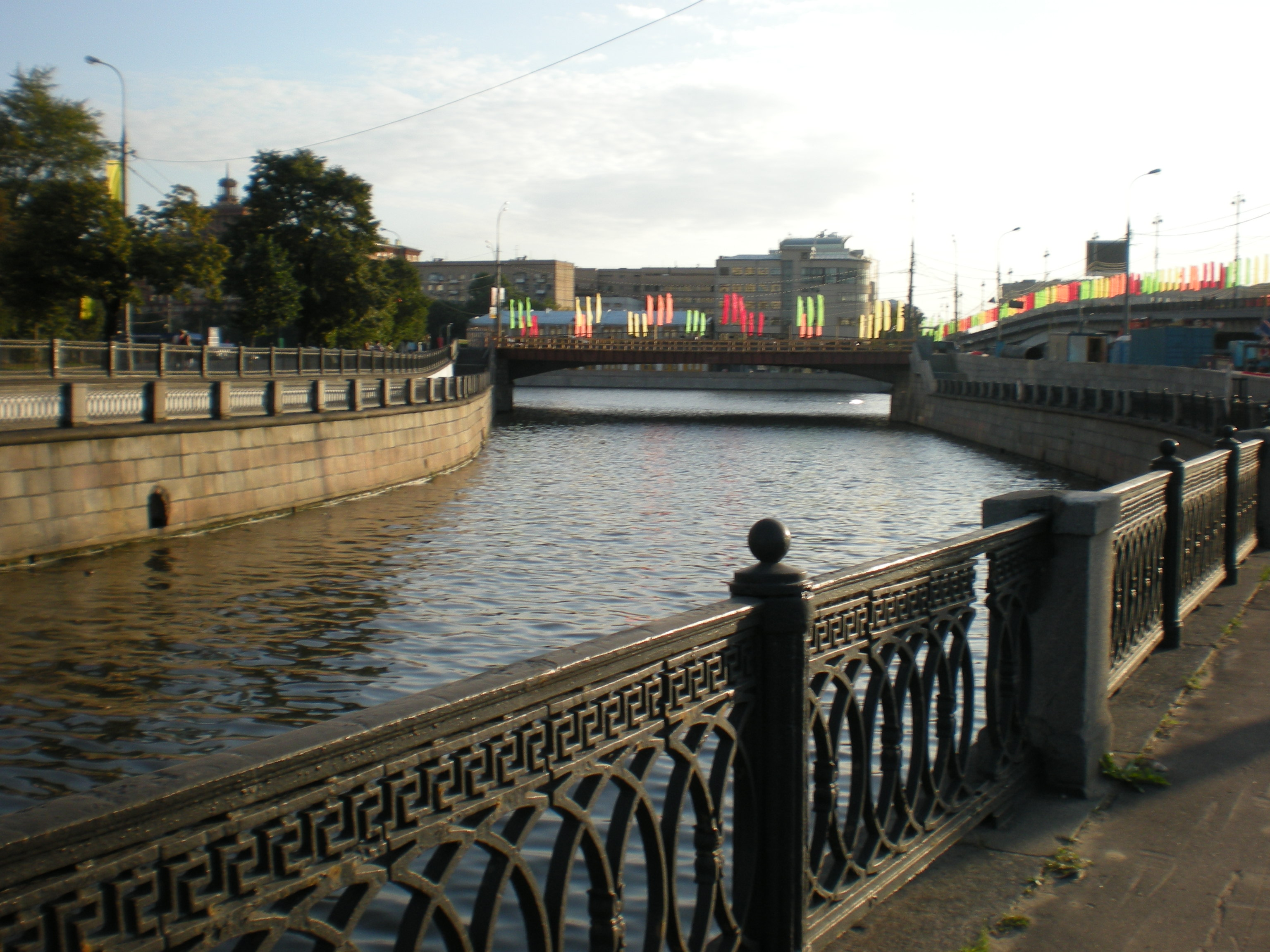
Desembocadura del Yauza en el Moscova a la altura del puente Maly Ústyinski
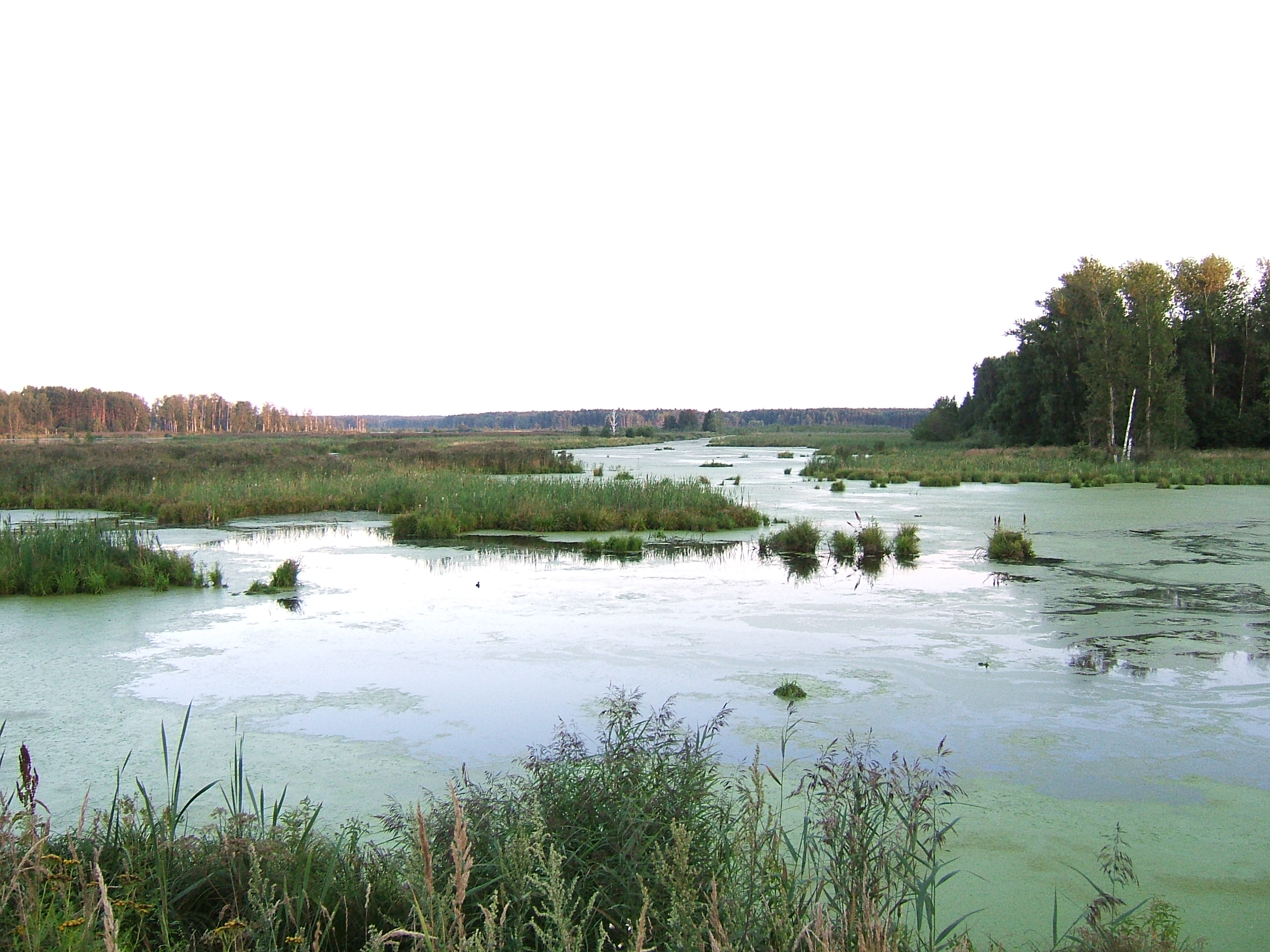
Parque nacional Losiny Ostrov
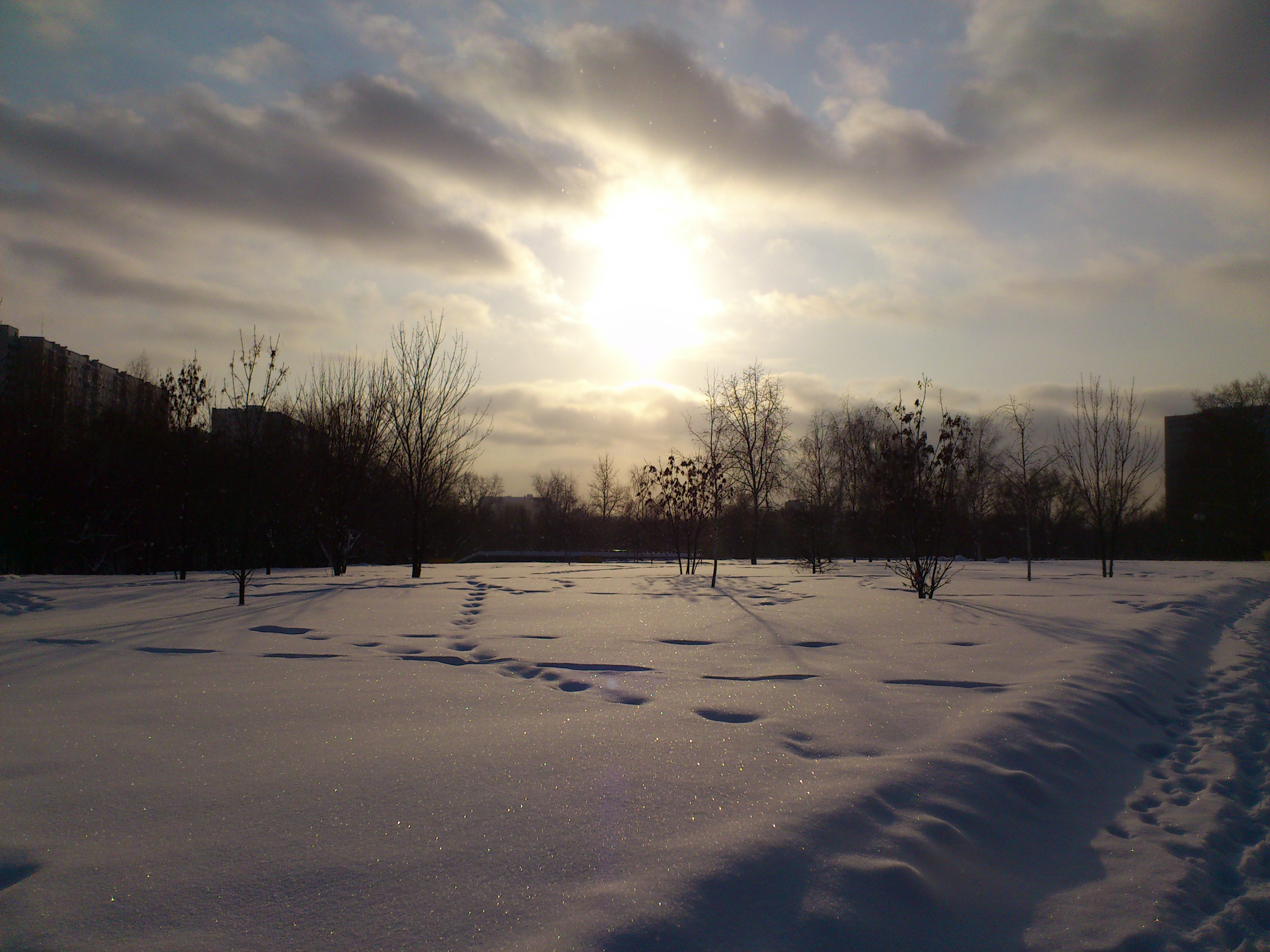
Valle del Yauza
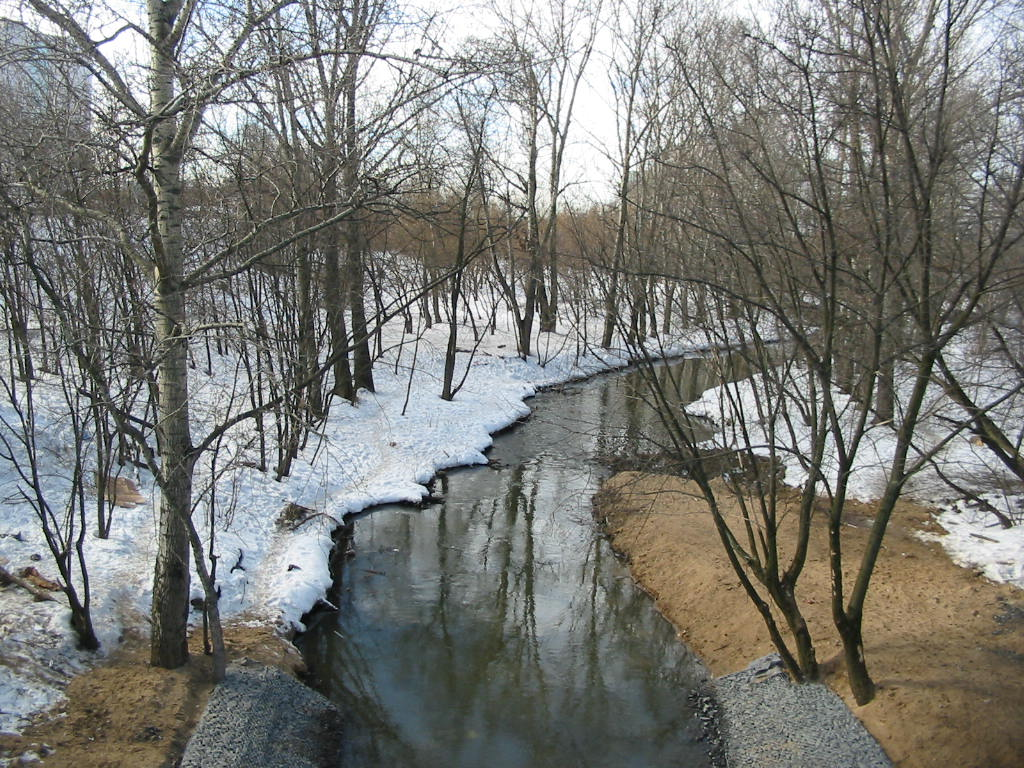
El Yauza en invierno